# 神原勝太郎
神原 勝太郎（かんばら かつたろう、1884年〈明治17年〉8月22日 - 没年不明）は、日本の実業家、政治家。常石グループの創始者。神原汽船、常石造船創業者。

## 経歴
広島県沼隈郡千年村字常石（現・福山市沼隈町常石）出身。神原嘉平次の三男。1903年、帆船を3隻購入し石炭輸送を開始する。海運事業を展開するうち、勝太郎は「船の製造や修理を自前でできるようになればコストダウンができる」と考え、常石の地で造船事業を開始した。
1908年、分家する。瀬戸内海運送社長、同専務、村会議員、学務委員をつとめた。

## 人物
傾いた家運を挽回しようと努力を怠らなかった。村内屈指の資産家として数十万の富を得て、名門の誉を高くした。住所は広島県沼隈郡千年村常石（現・福山市沼隈町常石）。

## 家族・親族
神原家
家系について、1939年刊行の『躍進岡山県・広島県・山口県・島根県・鳥取県総覧』によると「神原家の本家は神原祥で、菅原道真の後裔である。幾度かの変遷にあい、備中の坪生の城主だったが、毛利氏の支配下となり、遂に徳川時代に当地に来て土着した者が、その祖である。村内神社に碑があり、記録にとどめている。神原家は4代前の祖が分家をして一家を創った。代々農業及び海運業を営んで今日に至るが、先代嘉兵治の代までは豊かではなかった。」という。
- 父・嘉兵治[1]あるいは嘉平次[2]
- 妻・ヒサ（1889年 - ?、広島、高田芳太郞の六女）[2][6]
- 長男・秀夫[6]（1916年 - 1977年、常石造船社長、沼隈町長）
- 養子・五郞（1911年 - ?、広島、神原福一の弟）[2][6]
- 長女（養子・五郞の妻）
- 孫[2]
- 曽孫・弥奈子（ニューズ・ツー・ユー ホールディングス代表取締役）